# St. Peter und Paul (Ebrantshausen)

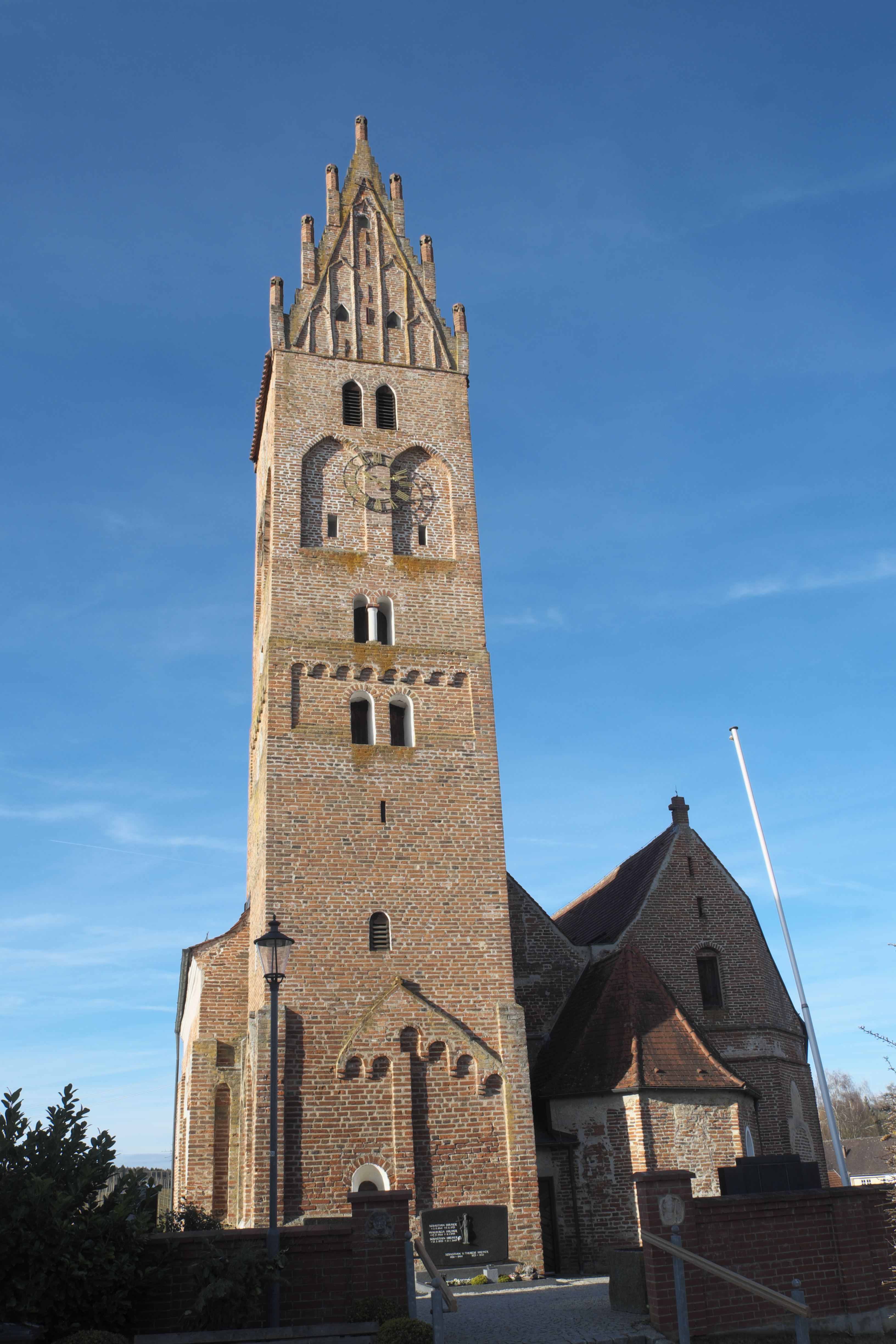
Kirche St. Peter und Paul

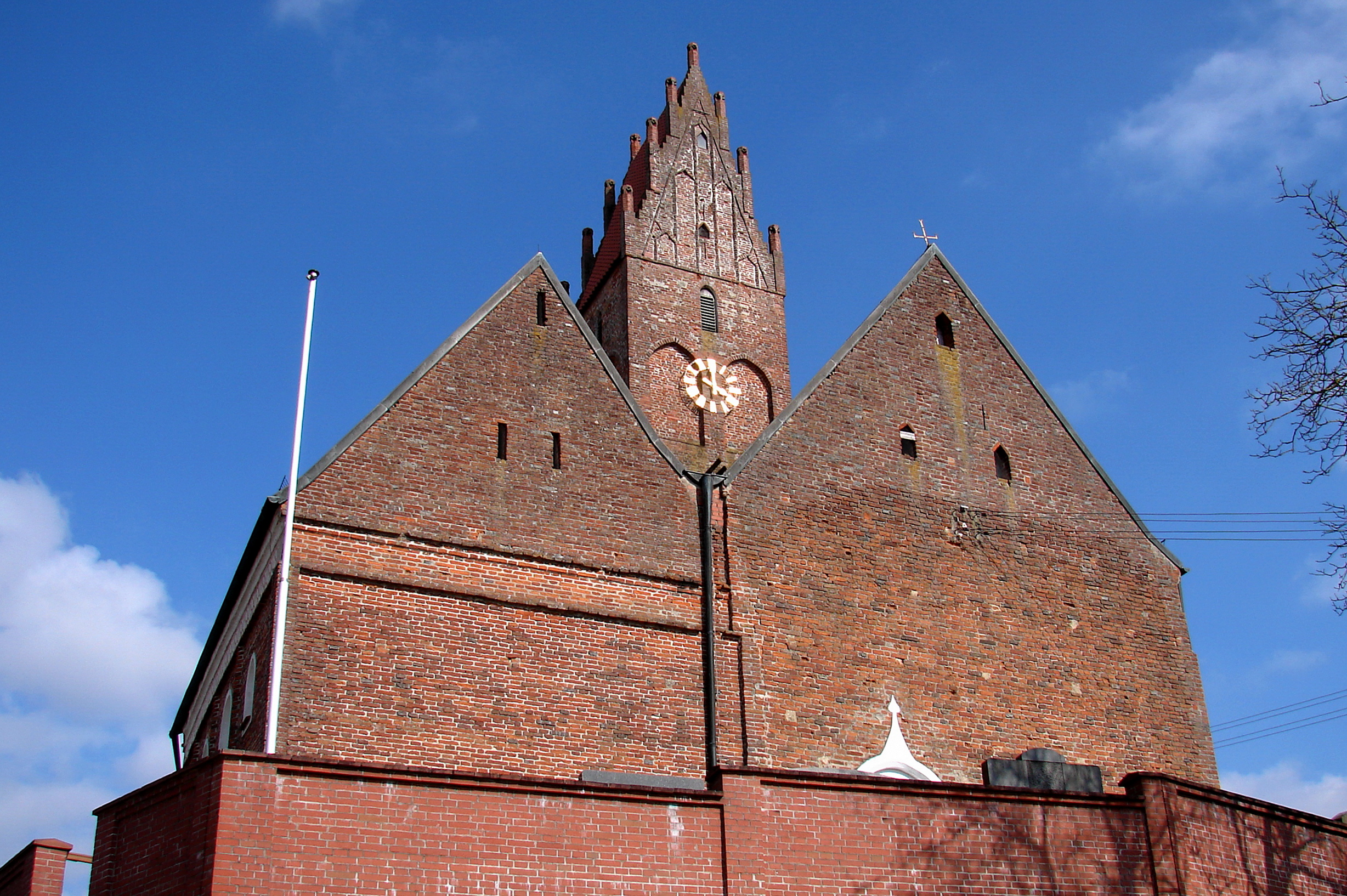
Ansicht von Westen

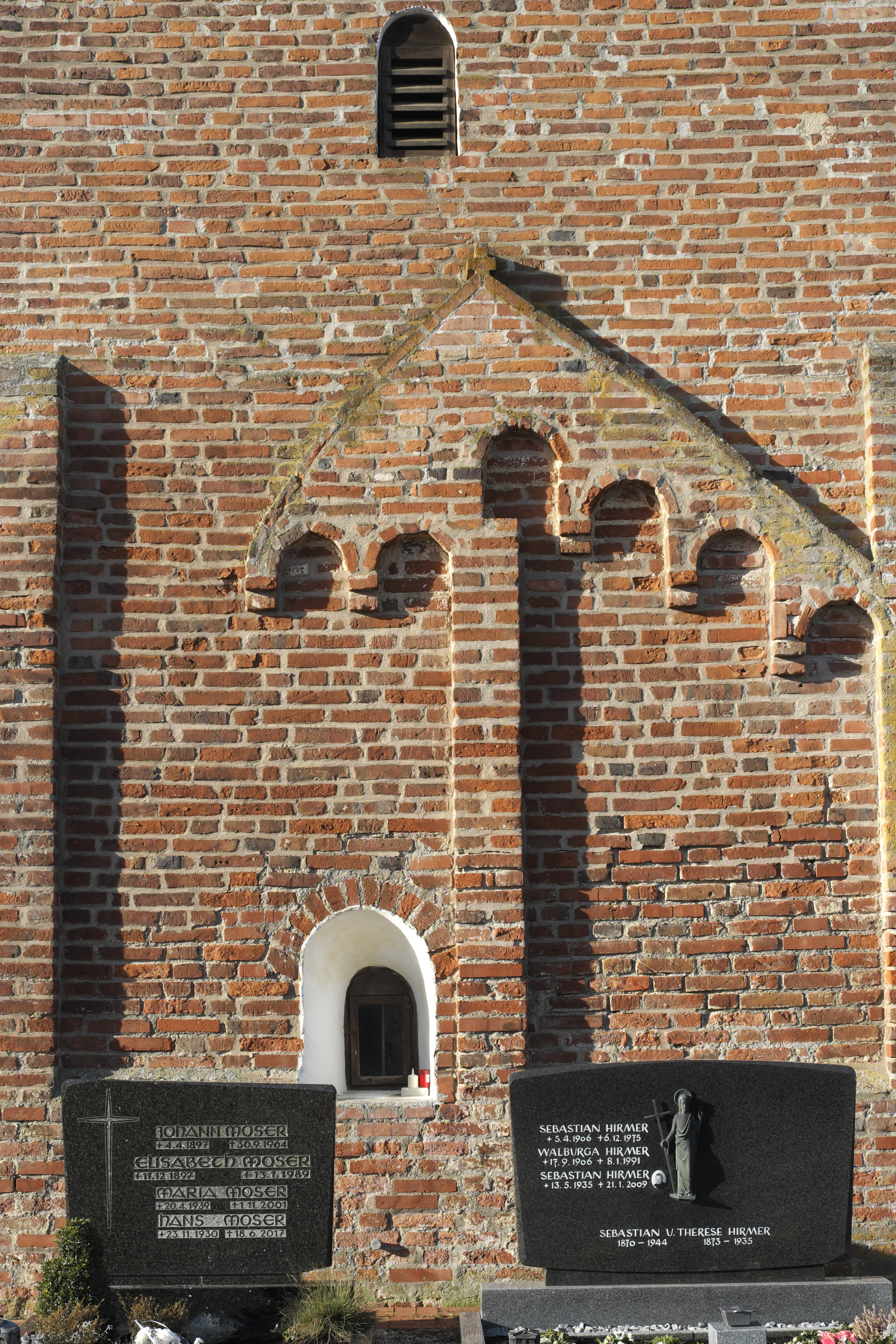
Bogenfriese und Lisenen am Turmerdgeschoss

Die römisch-katholische Kirche St. Peter und Paul in Ebrantshausen, einem Stadtteil von Mainburg im niederbayerischen Landkreis Kelheim war ursprünglich eine romanische Chorturmkirche, die im 14./15. Jahrhundert durch den Anbau des nördlichen Schiffs erweitert wurde. Die den Aposteln Petrus und Paulus geweihte Kirche gehört zur Kirchengemeinde Mariä Lichtmess in Lindkirchen im Bistum Regensburg. Das Gebäude steht auf der Liste der geschützten Baudenkmäler in Bayern.

## Geschichte
Die Geschichte der Kirche ist eng mit der legendären Person des seligen Heinrich von Ebrantshausen verbunden. Dem Geschichtsschreiber Johannes Aventinus zufolge soll Heinrich dem Adelsgeschlecht der Babonen, den späteren Grafen von Riedenburg und Burggrafen von Regensburg, entstammen. Nach seiner Rückkehr aus einem Kreuzzug ins Heilige Land soll sich Heinrich als Einsiedler in Ebrantshausen niedergelassen und dort 40 Jahre lang unerkannt gelebt haben. Nach seinem Tod im Jahr 1185 sollte er in die Gruft seiner Vorfahren überführt werden, jedoch weigerten sich die Pferde, den Wagen mit dem Sarg zu ziehen. Daraufhin soll Heinrich in Ebrantshausen neben der Kirche bestattet worden sein. Im Lauf der Zeit entwickelte sich zu seinem Grab eine zunehmend gut besuchte Wallfahrt, die vermutlich der Anlass für den Anbau der spätgotischen Heinrichskapelle an das ursprünglich einschiffige Langhaus war. Im Jahr 1689 ließ Weihbischof Albert Ernst von Wartenberg die Gebeine Heinrichs unter dem neuen, ihm geweihten Altar beisetzen.
In den Jahren 1902/03 erhielt die Kirche eine neugotische Ausstattung nach Entwürfen des Regensburger Malers Georg Halter.

## Architektur

### Außenbau
Die Kirche ist ein unverputzter Ziegelbau, der von zwei parallelen Satteldächern gedeckt wird. Im polygonalen, chorartigen Anbau an der Ostseite ist die Sakristei untergebracht. 
Vom ursprünglichen, romanischen Chorturm sind der Unterbau und das Obergeschoss erhalten. Das Turmerdgeschoss ist mit giebelförmig geschlossenen Blendfeldern, die durch schräg verlaufende Bogenfriese und Lisenen gerahmt werden, verziert. Das Obergeschoss weist querrechteckige Blenden auf, die von Zwillingsfenstern durchbrochen und oben durch Bogenfriese abgeschlossen werden. In den oberen Teil des mit einem Satteldach bekrönten Turms, der in spätgotischer Zeit aufgebaut wurde, sind große, spitzbogige Blenden eingeschnitten und kleinere, ebenfalls spitzbogige und doppelt angeordnete Klangarkaden. Die beiden Giebelseiten sind mit schlanken Kielbogenblenden und aufgesetzten Fialen verziert. Auch an der Ost- und Südseite des ursprünglichen Kirchenschiffs sind Blendfelder mit Bogenfriesen und Deutschem Band erhalten.
Die beiden unterschiedlich hohen Giebelfronten an der Westseite weisen keinen Schmuck auf. Im Norden schließt sich die spätgotische Heinrichskapelle mit einer abgeschrägten Nordostecke an. Sie wird wie die Sakristei durch schmale Lisenen gegliedert. Der seitlich umlaufende Dachfries wurde neu bemalt.

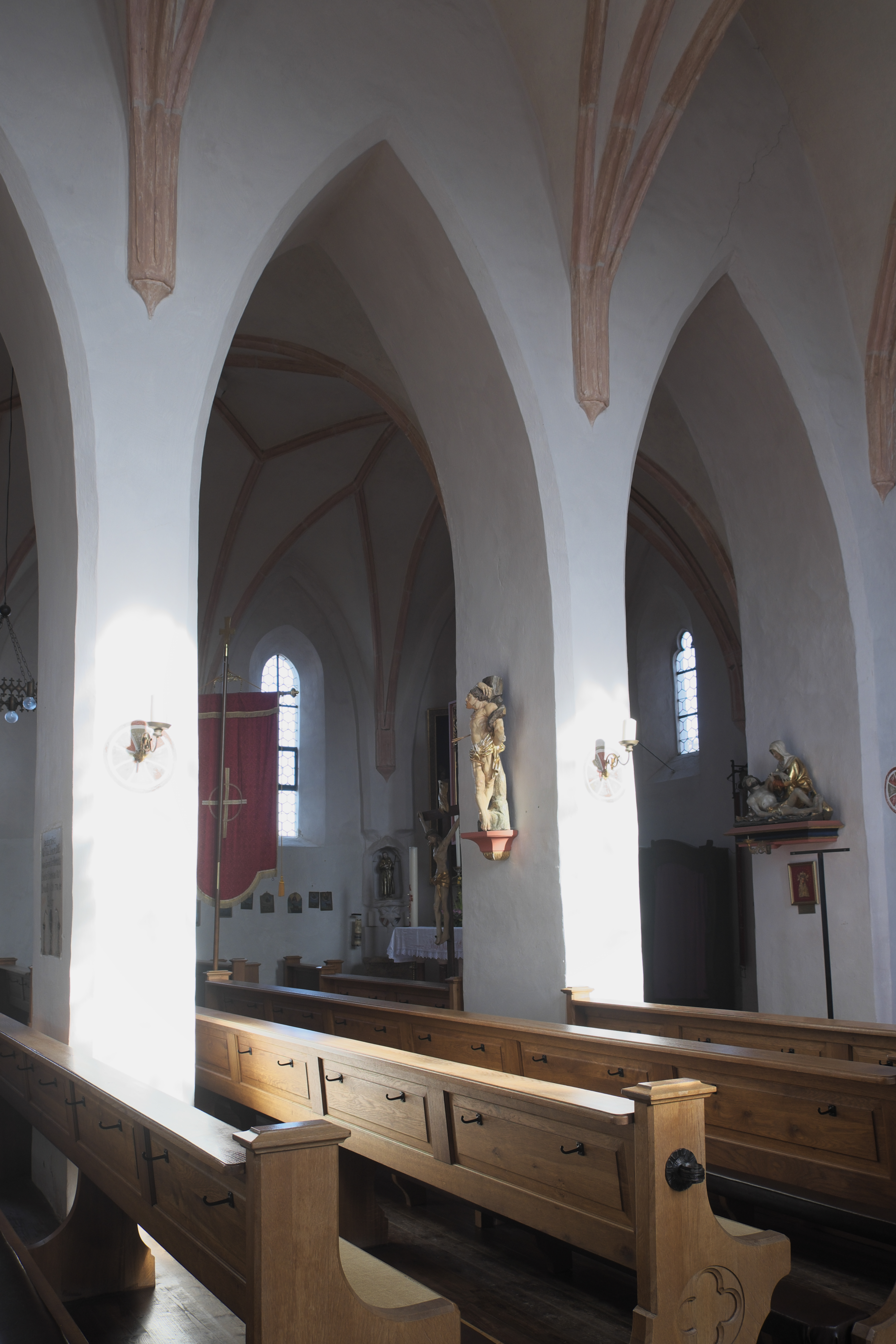
Innenansicht

### Innenraum

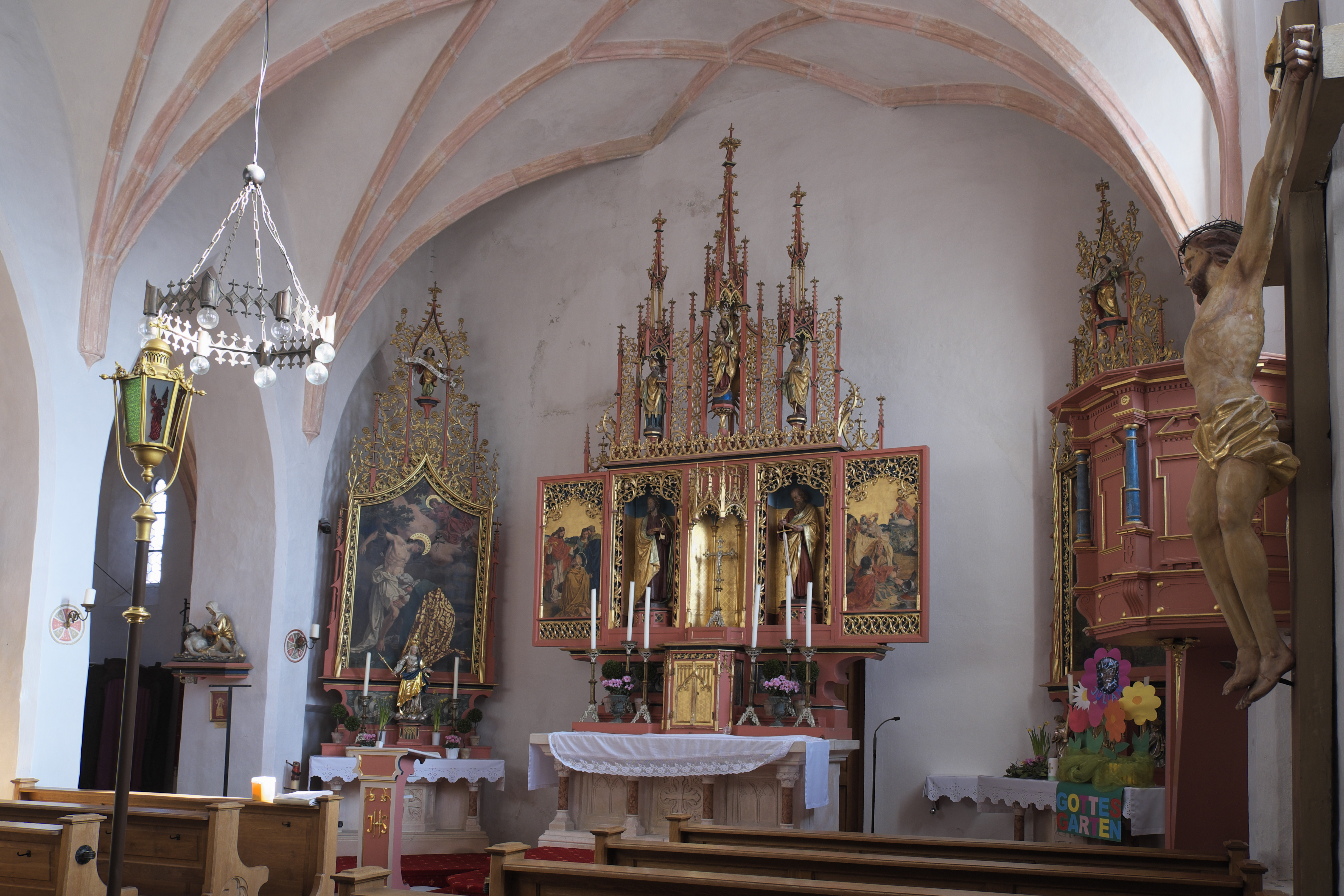
Südliches Schiff

Die beiden unterschiedlich breiten und hohen Schiffe sind durch vier Spitzbogenarkaden miteinander verbunden, die auf gefasten Rechteckpfeilern aufliegen. Beide Schiffe sind mit verschiedenartigen Netzgewölben gedeckt, die Gewölberippen stützen sich auf spitze Konsolen an den Wänden und den Pfeilern.
Das südliche Schiff ist im Osten gerade geschlossen, der einstige Chorraum ist seit der Barockzeit durch eine Mauer abgetrennt. Im nördlichen Schiff, der Heinrichskapelle, wird ein dreiseitiger Chorschluss durch die abgeschrägte Nordostecke angedeutet. Der heute als Sakristei genutzte östliche Anbau weist einen Fünfachtelschluss auf. Aufgrund seines Mauerwerks wird er älter als die Heinrichskapelle eingestuft, vielleicht wurde er als Nebenkapelle errichtet. Die gotischen Gewölberippen wurden abgeschlagen.

## Ausstattung

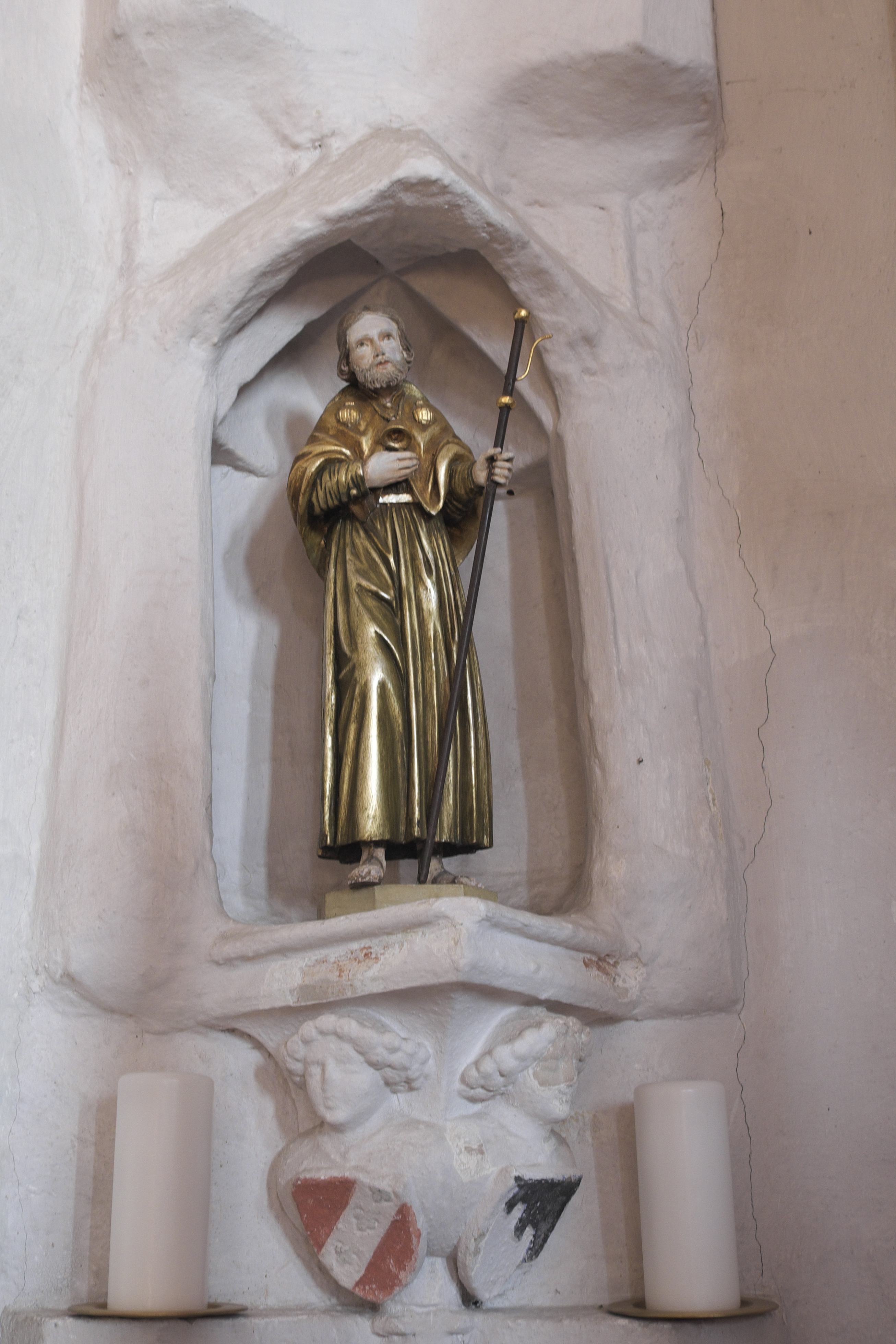
Sakramentshaus

- Die Altarbilder der neugotischen Altäre wurden 1902/03 von Georg Halter ausgeführt. Auf den Flügeln des Hochaltars ist links die Schlüsselübergabe an den Apostel Petrus und rechts die Bekehrung des Apostels Paulus dargestellt. Die Flügel des Kapellenaltars stellen Szenen aus der Legende des seligen Heinrich dar.
- In den beiden inneren Nischen des Hochaltars stehen die Figuren der beiden Kirchenpatrone Petrus und Paulus.
- Auf dem Altar der Heinrichskapelle ist eine Schnitzfigur des sitzenden Heinrich von Ebrantshausen aufgestellt, die um 1530 von einem Ingolstädter Bildschnitzer in Anlehnung an eine heute im Bayerischen Nationalmuseum in München aufbewahrte Figur (des Apostels Jakobus oder des heiligen Jodokus) von Hans Leinberger geschaffen wurde. Die Figur ist durch eine spätere Fassung entstellt.
- Auf dem rechten Seitenaltar des südlichen Schiffs stehen zwei hölzerne Leuchterengel aus der Zeit um 1530.
- Die Pietà am östlichen Trennungspfeiler wird in die Zeit um 1520/30 datiert.
- In die Nordwand der Heinrichskapelle ist ein spätgotisches Sakramentshaus eingebaut. Es liegt auf einer mit Engelsköpfen und den Wappen Ebrans von Wildenberg und seiner Gemahlin aus dem Geschlecht der Gumppenberg verzierten Konsole.
- Die Statuette in der Nische des Sakramentshauses stellt den seligen Heinrich dar. Sie wird in das frühe 17. Jahrhundert datiert.
- Über dem Eingang zur Sakristei befindet sich ein Büstenreliquiar des seligen Heinrich, das vermutlich im Jahr 1689 anlässlich der Umbettung seiner Gebeine entstanden ist.
- Die Figur des Apostels Petrus ist eine Arbeit aus der Mitte des 17. Jahrhunderts.
- Die von Pfeilen durchbohrte Figur des heiligen Sebastian stammt aus dem Ende des 17. Jahrhunderts.
- Unter dem Sakramentshaus steht eine römische Ara (Altar) mit lateinischer Inschrift, die früher als Weihwasserbecken benutzt wurde.

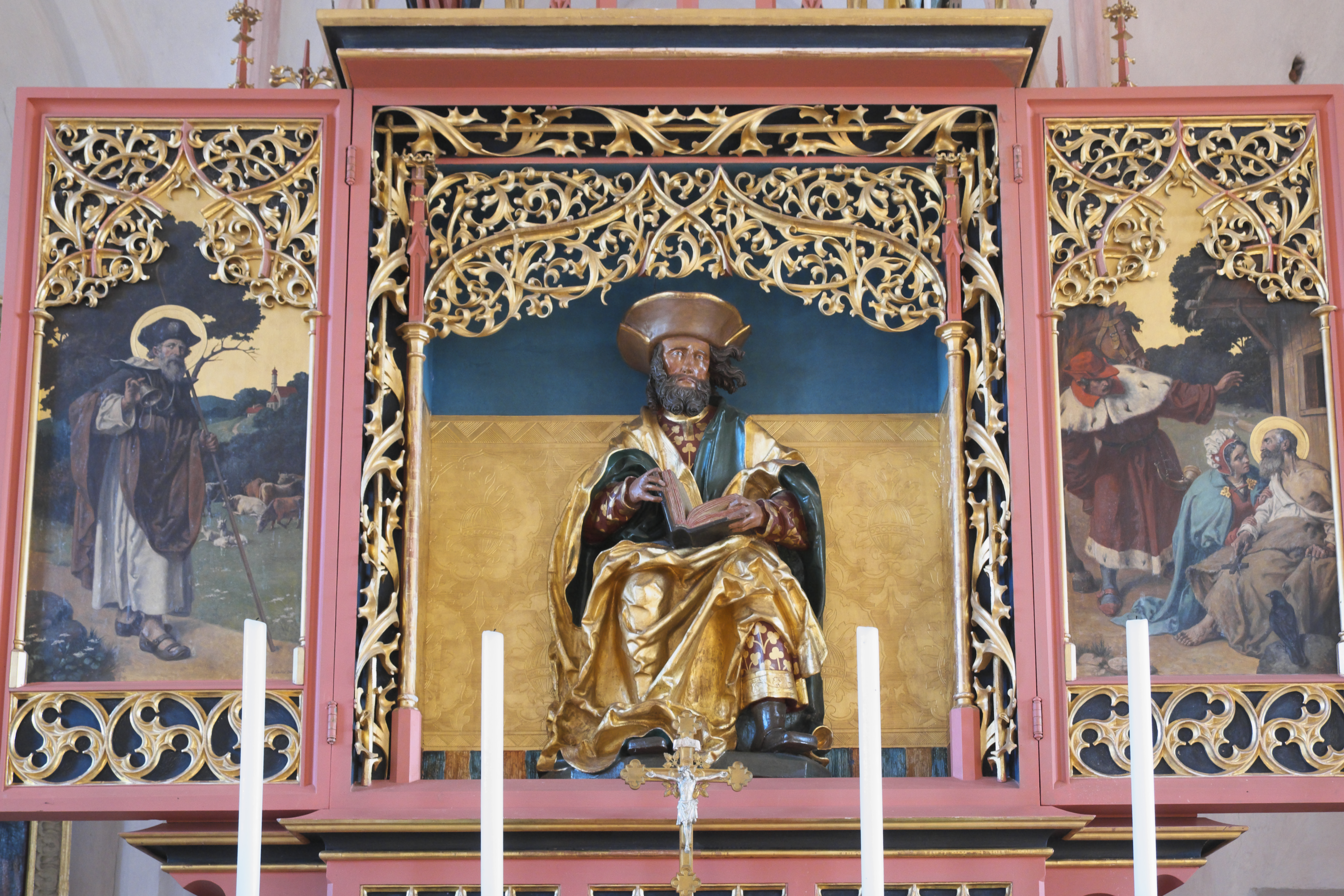
Altar der Heinrichskapelle
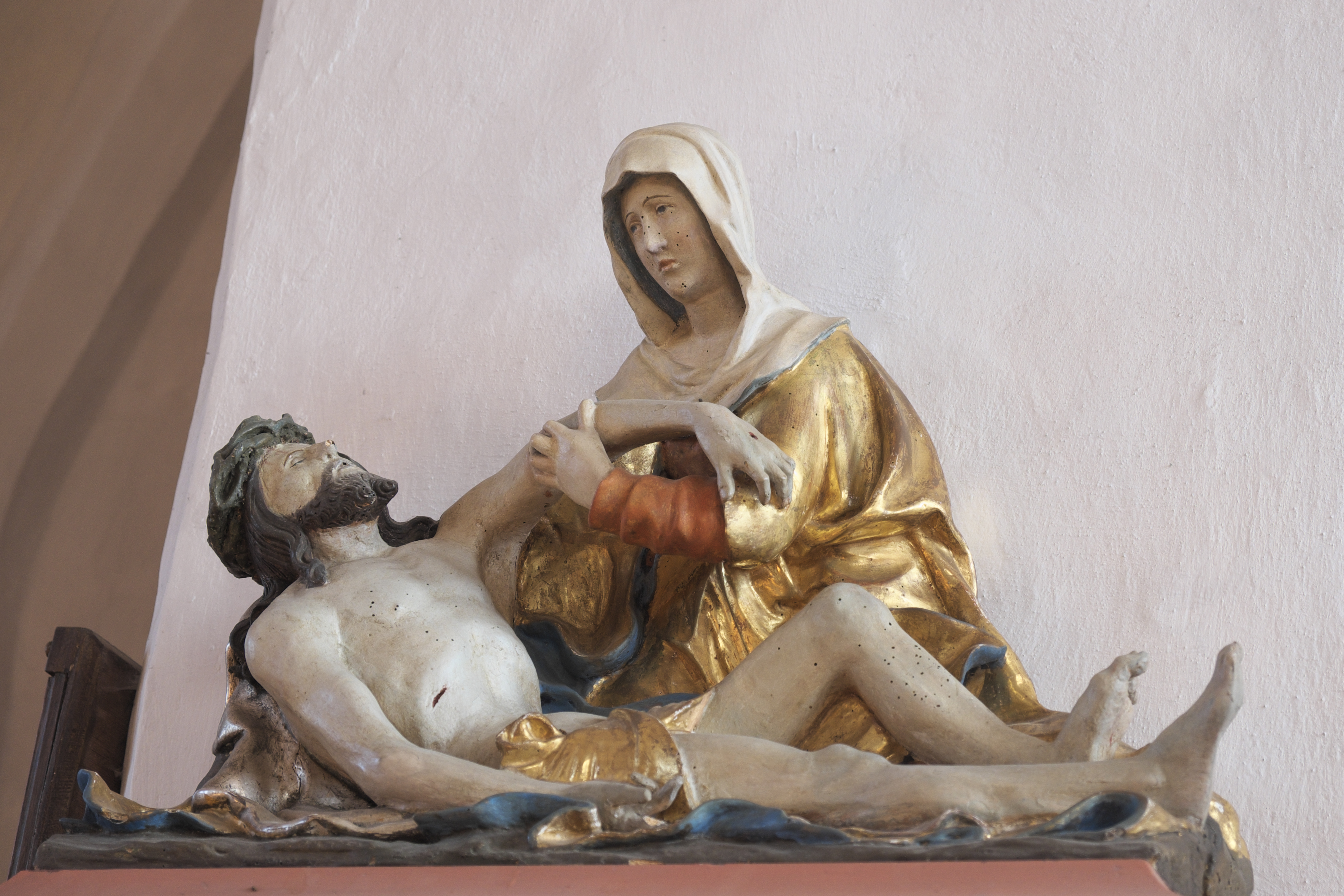
Pietà
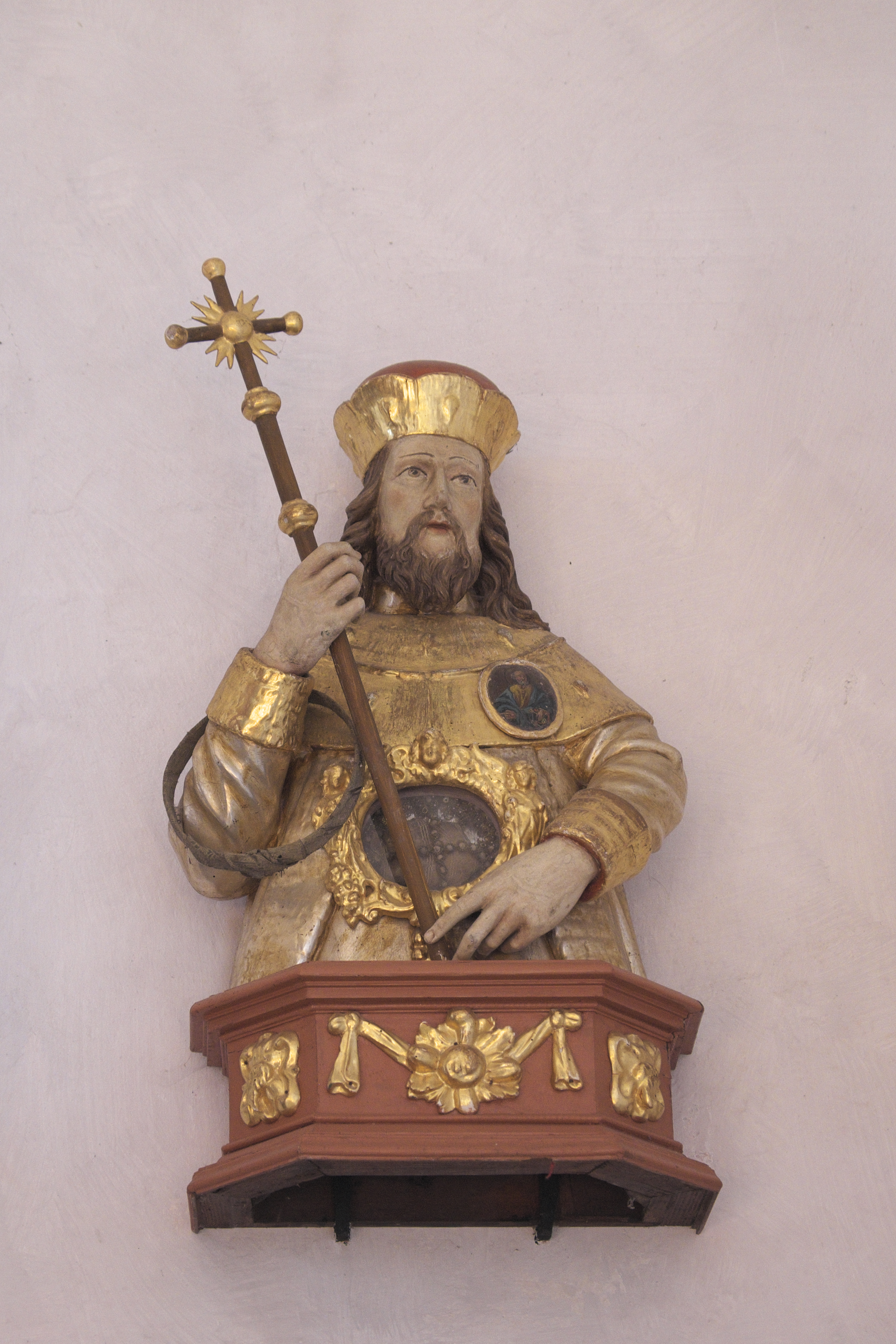
Reliquiar des seligen Heinrich
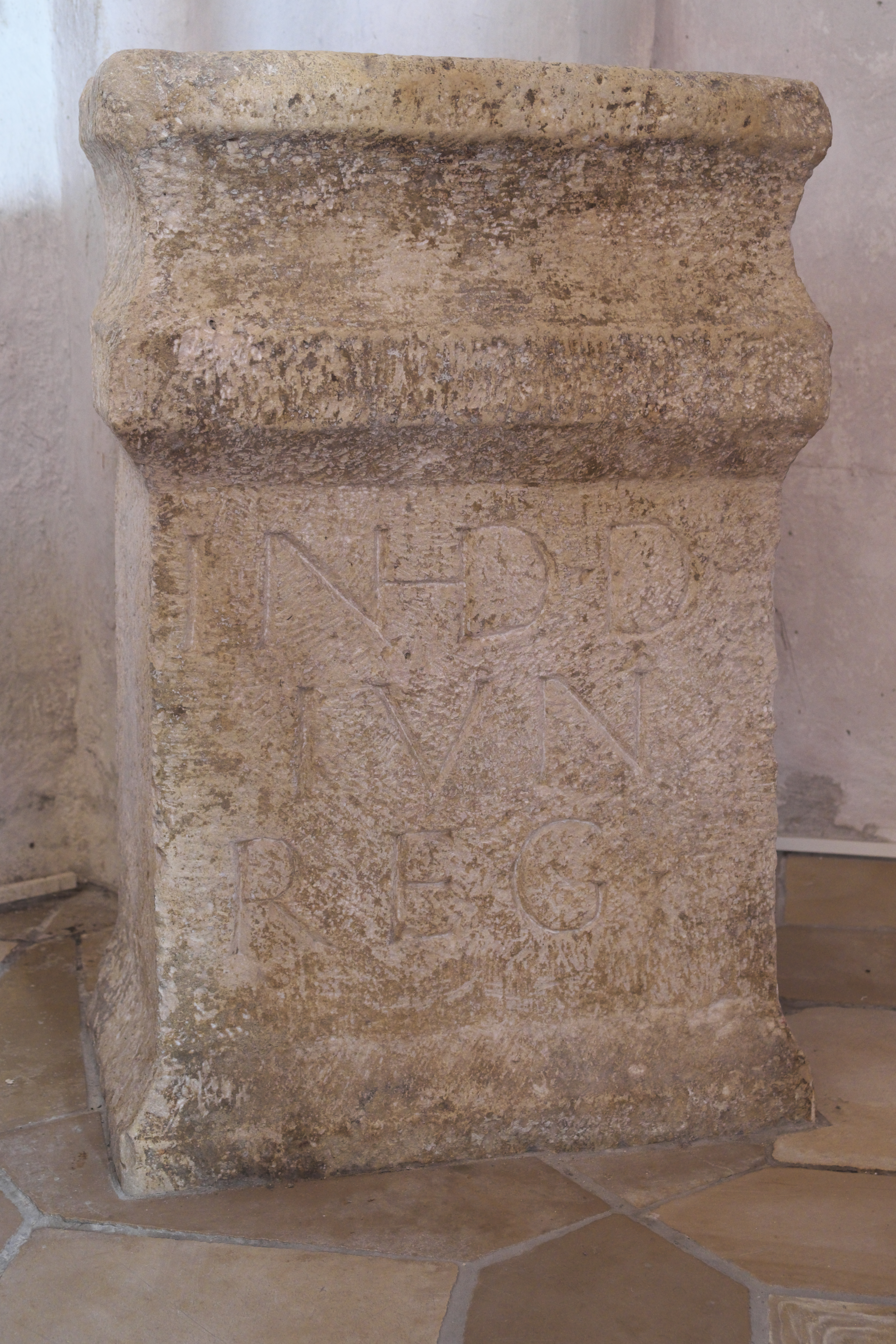
Ara

## Orgel
Die Orgel ist ein Werk von Franz Borgias Maerz aus dem Jahr 1885 mit acht Registern auf zwei Manualen und Pedal, das 1949 von Ludwig Plößl umgebaut wurde.